# Campionato italiano di scacchi
Il Campionato italiano di scacchi è un torneo di scacchi che viene organizzato annualmente dalla Federazione Scacchistica Italiana (FSI).
Prima del 1921 (data di fondazione della Federazione) veniva saltuariamente organizzato un Torneo Nazionale che 
era di fatto un campionato nazionale e che può essere considerato come l'antenato del Campionato ufficiale.

## Storia
Prima della fondazione della Federazione scacchistica italiana veniva organizzato saltuariamente un campionato nazionale non ufficiale. Dal 1921 il campionato è stato organizzato sotto l'egida della Federazione, e nel dopoguerra si è tenuto senza interruzioni dal 1950 al 2019. Nel 2020 il Campionato Italiano Assoluto è stato annullato a causa della pandemia mondiale del Coronavirus. Allo scopo di onorare l’anno del centenario della Federazione e mantenere un evento nazionale riservato agli atleti di alto livello, la Federazione Scacchistica Italiana ha organizzato nel novembre 2020, periodo nel quale avrebbe dovuto svolgersi il Campionato Italiano Assoluto, il Campionato Italiano Assoluto Online 2020, con cadenza Rapid. Il 28 novembre 2020 il vincitore del torneo Alessio Valsecchi venne inserito ufficialmente da una delibera del consiglio federale nell'albo d'oro dei campionati italiani a tavolino a cadenza classica.

## Vincitori del Torneo Nazionale
| Città     | Anno | Vincitore                  |
| --------- | ---- | -------------------------- |
| Roma      | 1875 | Pietro Seni                |
| Livorno   | 1878 | Luigi Sprega               |
| Milano    | 1881 | Carlo Salvioli             |
| Venezia   | 1883 | Fermo Zannoni              |
| Roma      | 1886 | Fermo Zannoni              |
| Torino    | 1892 | Vittorio Torre             |
| Roma      | 1900 | Arturo Reggio              |
| Venezia   | 1901 | Arturo Reggio              |
| Firenze   | 1905 | Arturo Reggio              |
| Milano    | 1906 | Giovanni Martinolich       |
| Roma      | 1911 | Matteo Gladig              |
| Bologna   | 1913 | Arturo Reggio              |
| Milano    | 1916 | Arturo Reggio              |
| Viareggio | 1920 | Stefano Rosselli del Turco |

## Campioni Italiani dal 1921
| #  | Anno      | Città                     | Vincitore                                            |
| -- | --------- | ------------------------- | ---------------------------------------------------- |
| 1  | 1921      | Viareggio                 | Davide Marotti                                       |
| 2  | 1923      | Napoli                    | Stefano Rosselli del Turco                           |
| 3  | 1929      | Firenze                   | Mario Monticelli                                     |
| 4  | 1931      | Milano                    | Stefano Rosselli del Turco                           |
| 5  | 1934      | Milano                    | Mario Monticelli                                     |
| 6  | 1935      | Firenze                   | Antonio Sacconi                                      |
| 7  | 1936      | Firenze                   | Vincenzo Castaldi                                    |
| 8  | 1937      | Napoli                    | Vincenzo Castaldi                                    |
| 9  | 1939      | Roma                      | Mario Monticelli                                     |
| 10 | 1943      | Firenze                   | Vincenzo Nestler                                     |
| 11 | 1947      | Roma                      | Vincenzo Castaldi Cherubino Staldi                   |
| 12 | 1948      | Firenze                   | Vincenzo Castaldi                                    |
| 13 | 1950      | Sorrento                  | Giorgio Porreca                                      |
| 14 | 1951      | Venezia                   | Enrico Paoli                                         |
| 15 | 1952      | Ferrara                   | Vincenzo Castaldi Alberto Giustolisi Federico Norcia |
| 16 | 1953      | Firenze                   | Vincenzo Castaldi                                    |
| 17 | 1954      | Trieste                   | Vincenzo Nestler                                     |
| 18 | 1956      | Rovigo                    | Giorgio Porreca                                      |
| 19 | 1957      | Reggio Emilia             | Enrico Paoli                                         |
| 20 | 1959      | Rimini                    | Vincenzo Castaldi                                    |
| 21 | 1960      | Perugia                   | Guido Cappello                                       |
| 22 | 1961      | San Benedetto del Tronto  | Alberto Giustolisi                                   |
| 23 | 1962      | Forte dei Marmi           | Stefano Tatai                                        |
| 24 | 1963      | Imperia                   | Ennio Contedini                                      |
| 25 | 1964      | Napoli                    | Alberto Giustolisi                                   |
| 26 | 1965      | Firenze                   | Stefano Tatai                                        |
| 27 | 1966      | Rovigo                    | Alberto Giustolisi                                   |
| 28 | 1967      | Savona                    | Stefano Tatai                                        |
| 29 | 1968      | Milano                    | Enrico Paoli                                         |
| 30 | 1969      | San Benedetto del Tronto  | Sergio Mariotti                                      |
| 31 | 1970      | Sottomarina               | Stefano Tatai                                        |
| 32 | 1971      | San Benedetto del Tronto  | Sergio Mariotti                                      |
| 33 | 1972      | Recoaro Terme             | Carlo Micheli                                        |
| 34 | 1973      | Sottomarina               | Carlo Micheli                                        |
| 35 | 1974      | Castelvecchio Pascoli     | Stefano Tatai                                        |
| 36 | 1975      | Pesaro                    | Béla Tóth                                            |
| 37 | 1976      | Castelvecchio Pascoli     | Béla Tóth                                            |
| 38 | 1977      | Castelvecchio Pascoli     | Stefano Tatai                                        |
| 39 | 1979      | Lido di Venezia           | Stefano Tatai                                        |
| 40 | 1980      | Agnano                    | Béla Tóth                                            |
| 41 | 1981      | Barcellona Pozzo di Gotto | Roberto Messa                                        |
| 42 | 1982      | Arco di Trento            | Béla Tóth                                            |
| 43 | 1983      | Arco di Trento            | Stefano Tatai                                        |
| 44 | 1984      | Arcidosso                 | Alvise Zichichi                                      |
| 45 | 1985      | Chianciano Terme          | Stefano Tatai                                        |
| 46 | 1986      | Cesenatico                | Fernando Braga                                       |
| 47 | 1987      | Chianciano Terme          | Mario Lanzani                                        |
| 48 | 1988      | Chianciano Terme          | Fernando Braga                                       |
| 49 | 1989      | Chianciano Terme          | Bruno Belotti                                        |
| 50 | 1990      | Chianciano Terme          | Stefano Tatai                                        |
| 51 | 1991      | Chianciano Terme          | Stefano Tatai                                        |
| 52 | 1992/1993 | Reggio Emilia             | Michele Godena                                       |
| 53 | 1994      | Filettino                 | Michele Godena                                       |
| 54 | 1994/1995 | Reggio Emilia             | Stefano Tatai                                        |
| 55 | 1995      | Verona                    | Michele Godena                                       |
| 56 | 1996      | Mantova                   | Bruno Belotti                                        |
| 57 | 1997/1998 | Reggio Emilia             | Igor Efimov                                          |
| 58 | 1998      | Saint-Vincent             | Igor Efimov                                          |
| 59 | 1999      | Saint-Vincent             | Fabio Bellini                                        |
| 60 | 2000      | Saint-Vincent             | Ennio Arlandi                                        |
| 61 | 2001      | Montecatini Terme         | Bruno Belotti                                        |
| 62 | 2002      | Montecatini Terme         | Duilio Collutiis                                     |
| 63 | 2003      | Arvier                    | Spartaco Sarno                                       |
| 64 | 2004      | Montecatini Terme         | Fabio Bruno                                          |
| 65 | 2005      | Cremona                   | Michele Godena                                       |
| 66 | 2006      | Cremona                   | Michele Godena                                       |
| 67 | 2007      | Martina Franca            | Fabiano Caruana                                      |
| 68 | 2008      | Martina Franca            | Fabiano Caruana                                      |
| 69 | 2009      | Sarre                     | Lexy Ortega                                          |
| 70 | 2010      | Siena                     | Fabiano Caruana                                      |
| 71 | 2011      | Perugia                   | Fabiano Caruana                                      |
| 72 | 2012      | Torino                    | Alberto David                                        |
| 73 | 2013      | Roma                      | Danyyil Dvirnyy                                      |
| 74 | 2014      | Boscotrecase              | Axel Rombaldoni                                      |
| 75 | 2015      | Milano                    | Danyyil Dvirnyy                                      |
| 76 | 2016      | Roma                      | Alberto David                                        |
| 77 | 2017      | Cosenza                   | Luca Moroni                                          |
| 78 | 2018      | Salerno                   | Lorenzo Lodici                                       |
| 79 | 2019      | Padova                    | Alberto David                                        |
| -  | 2020      | Online[1]                 | Alessio Valsecchi[5]                                 |
| 80 | 2021      | Chianciano Terme          | Pier Luigi Basso                                     |
| 81 | 2022      | Cagliari                  | Luca Moroni                                          |
| 82 | 2023      | Brescia                   | Luca Moroni                                          |
| 83 | 2024      | Torino                    | Francesco Sonis                                      |
La partecipazione al Campionato Italiano è aperta a tutti. Dal 1999, però, il titolo di Campione Italiano viene assegnato al miglior classificato di cittadinanza italiana. Negli anni 1947 e 1952, non essendosi effettuato lo spareggio, il titolo fu assegnato ex aequo.

## Plurivincitori
- 12 Titoli: Stefano Tatai
- 7 Titoli:   Vincenzo Castaldi (di cui 2 ex aequo)
- 5 Titoli:   Michele Godena, Arturo Reggio (tutti T.N.)
- 4 Titoli:   Alberto Giustolisi (1 ex aequo), Béla Tóth, Fabiano Caruana
- 3 Titoli:   Stefano Rosselli del Turco (di cui 1 T.N.), Mario Monticelli, Enrico Paoli, Bruno Belotti, Alberto David, Luca Moroni
- 2 Titoli:   Fermo Zannoni (T.N.), Vincenzo Nestler, Giorgio Porreca, Carlo Micheli, Sergio Mariotti, Fernando Braga, Igor Efimov, Danyyil Dvirnyy.

Nota: la lista include anche i vincitori dei Tornei Nazionali (T.N.)